# 印刷廠
印刷廠是負責印刷，以印刷製品加工成商品或代客印刷之場所，製品可以包括書本、雜誌、報紙、營銷材料，包裝材料等等，其採用的印刷方式視乎廠方在機器方面的投資，可以是柯式印刷、卷筒纸印刷、絲網印刷或數碼印刷。多數廠方亦設有前期及後期製作的機器，包括直接制版机、切紙機、折纸機、釘裝機等。